# Jan Hampl (fotograf)

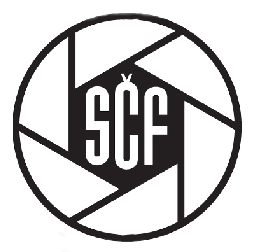
Logo Svazu českých fotografů v jehož předsednictvu Jan Hampl působil

Jan Hampl (3. září 1924 České Budějovice – 22. dubna 2003 Písek) byl český novinář, umělecký fotograf a propagátor české fotografie. V roce 1974 získal prestižní fotografický titul AFIAP (Artiste de la Fédération Internationale de l'Art Photographique; Umělec Mezinárodní federace fotografického umění). Od roku 1981 byl nositelem titulu Autor Svazu českých fotografů (ASČF), který je udělován za dlouhodobou vysokou uměleckou, estetickou a technickou úroveň tvorby prezentované na národních a zahraničních fotografických výstavách.

## Život
Jan Hampl se narodil 3. září 1924 v Českých Budějovicích. Po absolvování středoškolského studia na Strojnické průmyslové škole v Českých Budějovicích byl zaměstnán na pozici technického úředníka v národním podniku Igla v Českých Budějovicích. Byl spoluzakladatelem tvůrčí fotografické skupiny Fotos, která byla založena 19. června 1963 jako výběrové sdružení fotoamatérů z Českých Budějovic a okolí. V období let 1963 až 1970 vykonával funkci předsedy této skupiny. Mezi léty 1970 až 1989 se věnoval funkcím, které souvisely s fotografováním (převážně amatérským): nejprve byl předsedou Okresního a Krajského poradního sboru pro fotografii; později pracoval v předsednictvu Svazu českých fotografů (SČF). Během 70. a 80. let 20. století se amatérskému uměleckému fotografování na jihu Čech věnovaly stovky osob. Pro tyto nadšence Jan Hampl pomáhal organizovat fotografické soutěže a výstavy v tuzemsku i zahraničí. Od roku 1988 žil v Protivíně.
Jan Hampl je (mimo jiné) autorem fotografického cyklu nazvaného Město je můj osud, který je věnován Českým Budějovicím. V roce 1989 se účastnil kolektivní výstavy nazvané Česká amatérská fotografie 1945-1989 (Bruselský pavilon, Praha). Dílo Jana Hampla bylo zařazeno do sbírky Svazu českých fotografů.
Jan Hampl zemřel 22. dubna 2003 v jihočeském Písku. V českobudějovické Galerii Nahoře je od roku 2005 každoročně udělována Cena Jana Hampla. Cenu podporuje statutární město České Budějovice a je určena pro nejlepší expozici jihočeského autora.